# Джуді Тайлер
Джуді Тайлер (англ. Judy Tyler), справжнє ім'я — Джудіт Мей Гесс (англ. Judith Mae Hess; 9 жовтня 1932, Мілвокі, Вісконсин, США — 4 липня 1957, Рок-Рівер, Вайомінг, США) — американська акторка.

## Біографія
Джудіт Мей Хесс народилася 9 жовтня 1932 року в Мілвокі (штат Вісконсин, США) в сім'ї трубача і танцівниці. З раннього віку Джуді навчалася балету, музики та акторської майстерності.
Джуді знялася в 5-ти фільмах і серіалах протягом 1947—1957 років. У 1949 році Тайлер перемогла на конкурсі краси «Miss Stardust».
Загинула в автокатастрофі, що сталася 4 липня 1957 року в Рок-Рівер (штат Вайомінг, США). Разом з 24-річною Джуді загинув її другий чоловік — 19-річний актор Грегорі ЛаФайетт, за якого актриса вийшла заміж за 3 з половиною місяці до смерті.
За 3 дні до смерті Джуді завершила зйомки у фільмі «Тюремний рок». Елвіс Преслі, її колега по цьому фільму, був настільки засмучений смертю актриси, що відмовився коли-небудь дивитися фільм.

## Фільмографія

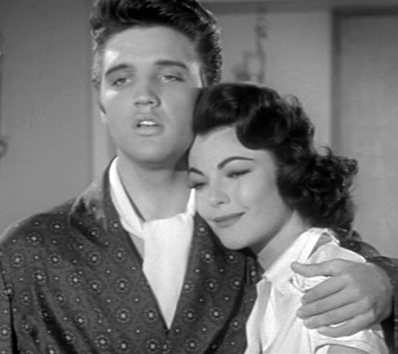
Тайлер і Елвіс Преслі у фільмі «Тюремний рок (1957)»